# GlobaLeaks
GlobaLeaks es un software libre, de código abierto, orientado a habilitar iniciativas de plataformas para informantes. Ha sido desarrollado por el Hermes Center for Transparency and Digital Human Rights (Centro Hermes para la Transparencia y los Derechos Humanos Digitales), una ONG italiana que apoya la libertad de expresión en línea.
Este software dota de capacidad a cualquiera, incluso a personas sin habilidades técnicas, de poner en funcionamiento y mantener una plataforma para informantes.

## Operativa
Un sitio de GlobaLeaks usa Servicios Ocultos de Tor para garantizar el anonimato de la identidad de la fuente, y Tor2web para obtener visibilidad desde la web pública.
Una vez se realiza la entrega en una plataforma GlobaLeaks, los datos se cifran usando PGP y el sistema lo notifica a los destinatarios registrados (p.e. medios locales, ONGs, o incluso periodistas individuales). La plataforma GlobaLeaks no almacena nada de forma permanente, y la información y los ficheros entregados se borran tan pronto como es posible bajo una estricta política sobre retención de datos.
El proceso habitualmente se perfecciona sugiriendo a las fuentes que cuando sea posible utilicen el sistema operativo anónimo Tails al conectar a GlobaLeaks.

## Implementaciones
En 2017 GlobaLeaks ya ha sido traducido a más de 20 idiomas e implementado para más de 60 proyectos e iniciativas por todo el mundo. El amplio rango de adoptantes incluye medios independientes, activistas, agencias de medios, corporaciones, y más.
El Hermes Center ahora mantiene un directorio oficial de proyectos basados en GlobaLeaks que puede hallarse en el sitio web de GlobaLeaks.
AWP, una organización con sede en Bélgica, creó Ljost (Islandia), Filtrala (España), EcuadorTransparente (Ecuador) y PeruLeaks (Perú).
Uno de los proyectos más exitosos de GlobaLeaks es WildLeaks, la primera iniciativa de denuncia dedicada a los delitos contra la vida silvestre y los bosques, financiada y gestionada por la Elephant Action League (EAL), que informó e investigó varios crímenes. Una de las investigaciones fue destacada en el galardonado documental de Netflix The Ivory Game.
GlobaLeaks también se asoció con importantes ONGs anticorrupción y de derechos humanos como Transparency International (Allerta Anticorruzione),Organized Crime and Corruption Reporting Project (OCCRP)y Amnistía Internacional.
En 2017, Xnet, un proyecto activista que ha estado trabajando en y para la democracia en red y los derechos digitales desde 2008, lanzó en el Ayuntamiento de Barcelona la primera Buzón de Denuncias Anti-Corrupción público utilizando tecnología de protección del anonimato como Tor y GlobaLeaks ("Bústia Ètica" en catalán). Con este proyecto pionero, el Ayuntamiento de Barcelona es el primer gobierno municipal en invitar a los ciudadanos a utilizar herramientas que les permiten enviar información de manera segura, que garantiza la privacidad y les da la opción de ser totalmente anónimos.
En 2018, la Autoridad Nacional Anticorrupción de Italia (ANAC), un organismo de vigilancia administrativa, lanzó su plataforma nacional de denuncias en línea utilizando GlobaLeaks y servicios onion, proporcionando a los denunciantes una forma segura de reportar actividades ilegales mientras protegen sus identidades.

## Véase_también
- SecureDrop
- WikiLeaks